# West Terre Haute
West Terre Haute – miasto w Stanach Zjednoczonych, w stanie Indiana, w hrabstwie Vigo.